# Rasmus Troedsson
Rasmus Troedsson (født 9. januar 1964 i Malmö) er en svensk skuespiller og journalist. Han er først og fremmest kendt for sine roller i tv-serierne Andra Avenyn og Familien Löwander.
Desuden har Rasmus Troedsson arbejdet som programvært, reporter og redaktør på SVT, TV4 (Sverige) og Sveriges Radio. Som forfatter har han udgivet flere bøger. I 2020 stod Troedsson frem og fortalte om sit mangeårige alkoholmisbrug, der startede allerede i 15-års-alderen. En stærk gudstro fik ham dog ud af afhængigheden i sidste ende.

## Filmografi
- 2022 - Lea – Janne
- 2020 - Jagten på en morder (tv-serie) – Krister Berg
- 2020 - Mirakel (tv-serie) – Dr. Bjelke
- 2017-2020 - Familien Löwander (tv-serie) – Bellan Roos
- 2016 - Gentlemen & Gangsters (tv-serie) – filatelisten
- 2015 - John Hron – medvirkende
- 2014 - Gentlemen – filatelisten
- 2012 - Odjuret – Lennart Oscarsson
- 2012 - Call Girl – Sörenson, advokat
- 2011 - Anno 1790 (tv-serie) – Arvid Nyberg
- 2011 - Broen (tv-serie) – Anjas far
- 2011 - Maria Wern (tv-serie) – Daniel Solheim
- 2011 - Gränsen – Kaptajn Keller
- 2010 - Starke man (tv-serie) – Estelle / Krister
- 2010 - Himlen är oskyldigt blå - Ulf
- 2010 - Beyond – Sten Hård
- 2010 - För kärleken – tv-chef
- 2010 - Wallander (tv-serie) – Peters forsvarer
- 2009 - De halvt skjulte (tv-serie) – Ragnar som voksen
- 2008-2010 - Andra Avenyn (tv-serie) – Greger Niklasson
- 2007 - Upp till kamp (tv-serie) – lektor
- 2006 - Världarnas bok (tv-serie) – Superior #2
- 2006 - Inga tårar – læge
- 2006 - Beck (tv-serie) – Göran Granit
- 2005 - Lasermanden (tv-serie) – Sonny Björk
- 2004-2005 - Graven (tv-serie) – Fredrik Altfors
- 2000 - Soldater i månsken (tv-serie) – bankansat
- 1999 - Dödsklockan – anklager
- 1999 - Offer och gärningsmän (tv-serie) – Jimmy